# Impact (Kommunikationswissenschaft)
Impact (englisch - impact: „Aufschlag, Einfluss, Wirkung“) ist in der Kommunikationswissenschaft die Bezeichnung für die kontextuell-subjektiv wahrgenommene (möglichst hohe) Differenz an Informationsgehalt vor und nach der Übermittlung einer Information. Umgangssprachlich wird der Begriff in der Medien- und Werbebranche v. a. benutzt, um neue, relevante und besonders „heiße“ Nachrichten zu kategorisieren.